# Municipio de Bloomfield (Nueva Jersey)
El municipio de Bloomfield (en inglés: Bloomfield Township) es un municipio ubicado en el condado de Essex en el estado estadounidense de Nueva Jersey. En el año 2010 tenía una población de 47.315 habitantes y una densidad poblacional de 3,428.62 personas por km².

## Geografía
El municipio de Bloomfield se encuentra ubicado en las coordenadas 40°48′11″N 74°11′20″O / 40.80306, -74.18889.

## Demografía
Según la Oficina del Censo en 2000 los ingresos medios por hogar en el municipio eran de $53,289 y los ingresos medios por familia eran $64,945. Los hombres tenían unos ingresos medios de $43,498 frente a los $36,104 para las mujeres. La renta per cápita para la localidad era de $26,049. Alrededor del 5.9% de la población estaba por debajo del umbral de pobreza.